# Адстрат
Адстра́т (от лат. ad — «при, около» и stratum — «слой, пласт») — совокупность черт языковой системы, объясняемых как результат влияния одного языка на другой в условиях длительного сосуществования и контактов народов, говорящих на этих языках. Адстрат, в отличие от соотнесённых с этим понятием терминов субстрат и суперстрат, означает нейтральный тип языкового взаимодействия, при котором не происходит этнической ассимиляции и растворения одного языка в другом. Адстратные явления образуют прослойку между двумя самостоятельными языками. Иногда термин «адстрат» применяется для обозначения смешанного билингвизма (многоязычие). Понятие адстрата было введено М. Дж. Бартоли (1939) и не нашло широкого использования в лингвистике.